# Ali Khamrajev
Ali Khamrajev (født 19. maj 1937 i Tasjkent) var en sovjetisk filminstruktør og manuskriptforfatter.

## Filmografi
- Sad zjelanij (Сад желаний, 1987)[1][2]